# Contact (película)
Contact (Contacto en Hispanoamérica) es una película estadounidense de ciencia ficción y drama de 1997 dirigida por Robert Zemeckis. Es una adaptación cinematográfica de la novela del mismo nombre escrita por Carl Sagan en 1985.
La Dra. Eleanor “Ellie” Arroway es una científica del SETI que encuentra pruebas fehacientes de vida extraterrestre y es elegida para tomar contacto por primera vez con una civilización más avanzada. Protagonizada por Jodie Foster, completan el reparto Matthew McConaughey, James Woods, Tom Skerritt, William Fichtner, John Hurt, Angela Bassett, Jake Busey y David Morse.
Carl Sagan y Ann Druyan comenzaron a trabajar en la película en 1979. Juntos escribieron un tratamiento de más de 100 páginas y presentaron Contact en Warner Bros. con la producción de Peter Guber y Lynda Obst. Cuando el proyecto entró en un limbo de desarrollo, Sagan publicó Contact como novela en 1985 y la adaptación volvió a ponerse en marcha en 1989. Roland Joffé y George Miller planearon dirigirlo, pero Joffé dejó el proyecto en 1993 y Warner Bros. despidió a Miller en 1995. Se contrató a Robert Zemeckis para dirigir la película y la grabación duró desde septiembre de 1996 a febrero de 1997. Sony Pictures Imageworks se ocupó de los efectos especiales casi en su totalidad.
La película se estrenó el 11 de julio de 1997 y tuvo buenas críticas. Contact recaudó aproximadamente 171 millones de dólares en el mundo. La película ganó el premio Hugo a la mejor representación dramática y recibió múltiples nominaciones y galardones en los Premios Saturn. El estreno de Contact estuvo envuelto en polémica por incluir sin permiso en la película discursos editados de Bill Clinton como presidente de Estados Unidos, así como por recibir demandas individuales por parte de George Miller y Francis Ford Coppola.

## Argumento
Animada por su difunto padre a perseguir una carrera científica siendo una niña, la Dra. Eleanor "Ellie" Arroway trabaja para el programa SETI en el observatorio de Arecibo en Puerto Rico, escuchando transmisiones de radio con el objetivo de encontrar señales de vida extraterrestre inteligente. David Drumlin, asesor científico del presidente, retira los fondos del programa porque cree que se trata de un esfuerzo inútil. Arroway consigue financiación por parte de un misterioso empresario multimillonario llamado S. R. Hadden, quien ha seguido su carrera y le permite continuar su trabajo en la Very Large Array en el condado de Socorro, Nuevo México.
Cuatro años más tarde, con Drumlin intentando cerrar SETI, Arroway registra una señal compuesta por una secuencia repetida de números primos, que parece proceder de la estrella Vega. Este descubrimiento provoca que Drumlin y el Consejo de Seguridad Nacional de los Estados Unidos, presidido por el consejero Michael Kitz, intenten tomar el control del proyecto. Mientras Arroway, Drumlin y Kitz discuten, los miembros del equipo de la Very Large Array descubren una señal de vídeo escondida en la señal original: el discurso de bienvenida de Adolf Hitler en los Juegos Olímpicos de Berlín de 1936. Arroway y su equipo, al recordar que esta fue la primera señal de televisión emitida con suficiente potencia como para atravesar la atmósfera terrestre, concluyen que fue transmitida de vuelta desde Vega, a 25 años luz de distancia.
El proyecto se pone bajo supervisión del Gobierno y se sigue desde todo el mundo. Entonces, Arroway descubre que la señal de vídeo contiene más de 60 000 páginas de lo que parecen dibujos técnicos. Hadden se reúne en secreto con ella para ayudarle a descifrar el código de las páginas, el cual se revela al ordenar las páginas en tres dimensiones en vez de en dos. El mensaje contiene una máquina compleja que permite colocar a un humano dentro de una vaina que se lanza al interior de tres anillos en rotación.
Varias naciones a nivel mundial financian la construcción de la máquina en Cabo Cañaveral, en el Complejo de lanzamiento 39 del Kennedy Space Center. Se crea un grupo internacional que elegirá al candidato que se montará en la máquina.  Aunque Arroway es una de las candidatas más probables, el filósofo cristiano Palmer Joss, un miembro del grupo de selección que conoció en Puerto Rico y con quien tuvo un pequeño romance, llama la atención a su falta de fe religiosa. Por ello, el grupo de selección elige a Drumlin como representante de la humanidad, argumentando que la gran mayoría de la población mundial profesa algún tipo de fe. El día en el que la máquina se pone a prueba, un fanático religioso la destruye en un atentado suicida, matando a Drumlin y a otros muchos.
Hadden revela a Arroway que se está construyendo una segunda máquina a escondidas en Hokkaido (Japón) y que ella será su piloto. Arroway, equipada con varios sistemas de grabación y medición, se introduce en la vaina de la máquina japonesa, se lanza a los anillos rodantes y, posteriormente, desaparece. Cuando la vaina viaja a través de varios agujeros de gusano, puede ver lo que hay fuera de ella, como lo que parece ser una matriz de radio en Vega y signos de una civilización avanzada. Tras perder el conocimiento dentro de la vaina, Arroway aparece en una playa surrealista, parecida a la que dibujó de pequeña en Pensacola (Florida) y una borrosa figura se acerca por la orilla. La figura resulta ser su padre y Arroway se da cuenta de que se trata de un extraterrestre tomando su forma. La doctora empieza a hacer preguntas, pero el ser desvía la conversación y le explica que su civilización contactó con la humanidad porque se le consideró digna  de que se le enseñara el primer paso hacia el cosmos y el contacto con el resto del universo.
Arroway procesa estas respuestas y cae inconsciente. Se despierta en el suelo de la vaina mientras el equipo que controla la máquina llama su nombre una y otra vez. Arroway descubre que desde fuera lo único que se ha visto es la vaina cayendo a través de los anillos a la red de seguridad, un proceso de apenas unos segundos. Ella insiste en que estuvo fuera aproximadamente 18 horas, pero su sistema de grabación solo muestra Ruido (video). Kitz dimite como asesor de seguridad para liderar un comité congresional para determinar si la máquina era un fraude diseñado por Hadden, quien ha muerto. Arroway se siente incapaz de retirar su testimonio sobre la base de la experiencia trascendental que ha vivido como ser humano. En una conversación privada, Kitz y Rachel Constantine, jefa de Gabinete de la Casa Blanca, conversan sobre la información clasificada de que, aunque la cámara de Arroway solo grabó estática, grabó aproximadamente 18 horas, prueba de que el viaje tuvo lugar. Arroway y Joss vuelven a encontrarse, y la doctora consigue financiación para seguir investigando en la Very Large Array.

## Reparto
- Jodie Foster como la Dra. Eleanor "Ellie" Ann Arroway
- Jena Malone como la joven Ellie
- Matthew McConaughey como Palmer Joss
- James Woods como Michael Kitz
- John Hurt como S. R. Hadden
- Tom Skerritt como David Drumlin
- Angela Bassett como Rachel Constantine
- William Fichtner como Kent Clark
- David Morse como Theodore Arroway
- Jake Busey como Joseph
- Rob Lowe como Richard Rank
- Geoffrey Blake como Fisher
- Max Martini como Willie.

## Producción

### Desarrollo

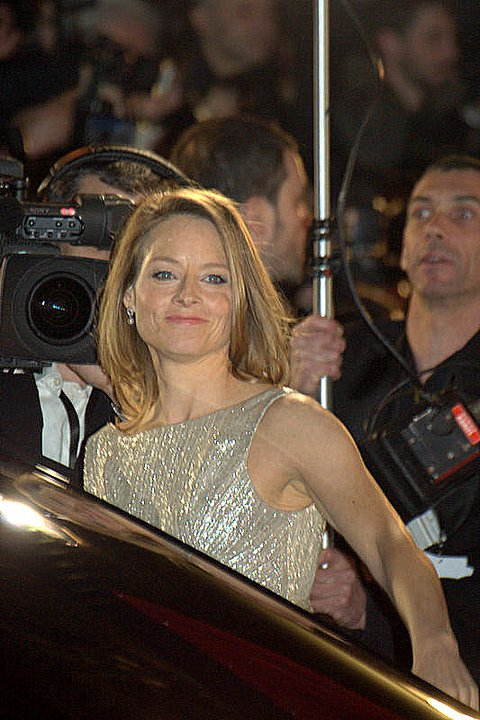
Jodie Foster, actriz que interpreta a la Dra. Arroway.

Carl Sagan concibió la idea de Contact en 1979. El mismo año, Lynda Obst, una de las personas más cercanas a Sagan, fue contratada como ejecutiva de estudio por el productor de cine Peter Gruber para su productora, Casablanca Filmworks. Obst presentó la idea de Contact a Guber, quien comisionó un contrato para desarrollar la película. Sagan, con la ayuda de su mujer Ann Druyan, escribió un tratamiento de más de 100 páginas, terminado en noviembre de 1980. Druyan explicó, “nuestro sueño fue escribir algo que fuera una representación de lo que podría haber sido una toma de contacto real, que transmitiera la verdadera grandeza del universo”. Añadieron las analogías científicas y religiosas como metáfora de los intereses filosóficos e intelectuales en la búsqueda de la verdad humana y el contacto con los aliens.
Sagan introdujo la teoría de Kip Thorne sobre viajes en el tiempo mediante agujeros de gusano en el guion. La caracterización de la Dra. Arroway fue inspirada por la doctora Jill Tarter, directora del Proyecto Phoenix del SETI; Jodie Foster preparó su personaje manteniendo reuniones con ella. Tarter sirvió como consultora, para retrarar de manera realista la lucha de las mujeres en la ciencia entre los años 1950 y 1970. Los escritores debatieron sobre si Arroway debería tener un bebé al final de la película. Aunque Guber quedó impresionado con el tratamiento de Sagan y Druyan, contrató a diversos guionistas para reescribir el texto. Añadieron nuevos personajes, siendo uno de ellos un Nativo Americano convertido en astronauta. Guber sugirió que Arroway tuviera un hijo adolescente perdido, pensando que añadiría más profundidad a la historia. “Aquí estaba una mujer consumida por la idea de que había algo ahí fuera digno de ser oído” dijo Guber, “pero lo único con lo que no podía tomar contacto era su propio hijo. Para mí, ese debía ser el argumento de la película”. Sagan y Druyan estaban en desacuerdo con la idea de Guber, y no fue incluida en la película. En 1982, Guber llevó Contact a Warner Bros. Pictures y con la película estancada en su desarrollo, Sagan empezó a convertir su idea original en una novela que fue publicada en septiembre de 1985 por Simon & Schuster. La película siguió en proceso de desarrollo y, finalmente, Guber dejó su puesto en Warner Bros. en 1989.
Guber se convirtió en el nuevo presidente de Sony Pictures Entertainment e intentó comprar los derechos de la película a Warner, pero el estudio se negó. El mismo año, Obst fue contratada por Warner como nueva ejecutiva y empezó a acelerar el desarrollo de la película, contratando más escritores. Roland Joffé fue contratado para dirigir, utilizando un guion de James V. Hart. Joffé casi comenzó la preproducción antes de que dejara el puesto, y Obst contrató a Michael Goldenberg para reescribir el guion, quien terminó el segundo borrador a finales de 1993. El borrador de Goldenberg hizo que Warner Bros. volviera a tener interés en Contact, y ofrecieron la dirección a Robert Zemeckis, pero él la rechazó a favor de hacer una película basada en la vida de Harry Houdini. “El primer guion de Contact que vi era genial hasta la última página”, recordó Zemeckis. “Y luego tenía a todos esos aliens angelicales abriendo el cielo y haciendo un show de luces y dije, ‘Esto no va a funcionar’”.
En diciembre de 1993, Warner Bros. contrató a George Miller para dirigir la película y Contact comenzó la preproducción. Miller escogió a Jodie Foster como protagonista, habló con Ralph Fiennes para hacer el papel de Palmer Joss y consideró a Linda Hunt como presidente de los Estados Unidos. Además de que los aliens crearan un show de láseres alrededor de la Tierra, en otra versión del guion de Goldberg uno de los agujeros de gusano absorbía la Tierra, transportándola al centro de la galaxia. Miller también pidió a Goldberg que el Papa se convirtiera en un personaje importante en la historia. Warner Bros. esperaba tener la película lista para Navidades de 1996, pero bajo la dirección de Miller la preproducción estaba durando demasiado. El estudio despidió al director culpándolo de retrasar fechas, aumentar el presupuesto y de insistir en que el guion necesitaba más cambios. Robert Zemeckis finalmente aceptó el puesto de director. El estudio brindó a Zemeckis de control artístico absoluto sobre la película. El director escogió a Matthew McConaughey como Palmer Joss, que dejó el papel protagonista en Chacal para participar en Contact. A pesar de ser diagnosticado mielodisplasia en 1994, Sagan continuó formando parte en la producción de la película. Realizó varias conferencias para el reparto contando la historia detallada de la astronomía.
Durante el desarrollo de Contact, el equipo de producción consultó 2001: Una Odisea en el Espacio de Stanley Kubrick como inspiración.

### Rodaje
El rodaje comenzó el 24 de septiembre de 1996, y terminó el 28 de febrero de 1997. La primera grabación fue en el Very Large Array, en Socorro, Nuevo México, EE. UU. “La grabación en el VLA fue espectacular, pero también uno de los aspectos más complicados del rodaje”, dijo el productor Steve Starkey. “Es una instalación en uso, por lo que tuvimos que negociar con la Fundación Nacional de la Ciencia el uso de las antenas parabólicas en la dirección necesaria para dar el efecto más dramático a la historia".
Después de semanas de ardua grabación en locaciones en Nuevo México y Arizona, la producción volvió a Los Ángeles por cinco meses de grabación de localización y sonido, utilizando hasta un total de nueve estudios de grabación en Warner Bros. Studios en Burbank, California, y en Culver Studios. En total, el departamento de arte creó más de 25 sets.
En un intento de dar realismo al argumento, comentaristas y presentadores de la CNN fueron incluidos en el guion. Más de 25 reporteros de la CNN tenían algún papel en la película y programas como Larry King Live y Crossfire también fueron incluidos. Ann Druyan tiene un cameo como ella misma, debatiendo con el personaje de Rob Lowe, Richard Rank, en Crossfire. En enero de 1997, una segunda unidad de grabación fue enviada a Puerto Rico por una semana al Observatorio de Arecibo.
La segunda unidad también trabajó en Fiji y Newfoundland, Canadá. Fueron esenciales para la producción consultores técnicos del SETI, el Instituto de Tecnología de California, el VLA y un antiguo miembro del gabinete de la Casa Blanca para asesorar sobre Washington D. C. y protocolos gubernamentales. Sagan visitó el set en más de una ocasión, donde ayudó a reescribir el guion varias veces.
El rodaje fue retrasado por un tiempo tras la muerte de Sagan el 20 de diciembre de 1996. La película fue dedicada a Sagan: "Para Carl" aparece en pantalla en el "fade".
El cinematógrafo Don Burgess grabó la película en formato anamórfico utilizando cámaras Panavision así como 65 mm y VistaVision para grabaciones de efectos especiales. Los diseñadores de sonido utilizaron software Pro Tools para la edición de audio, que se hizo en Skywalker Sound.

### Efectos especiales

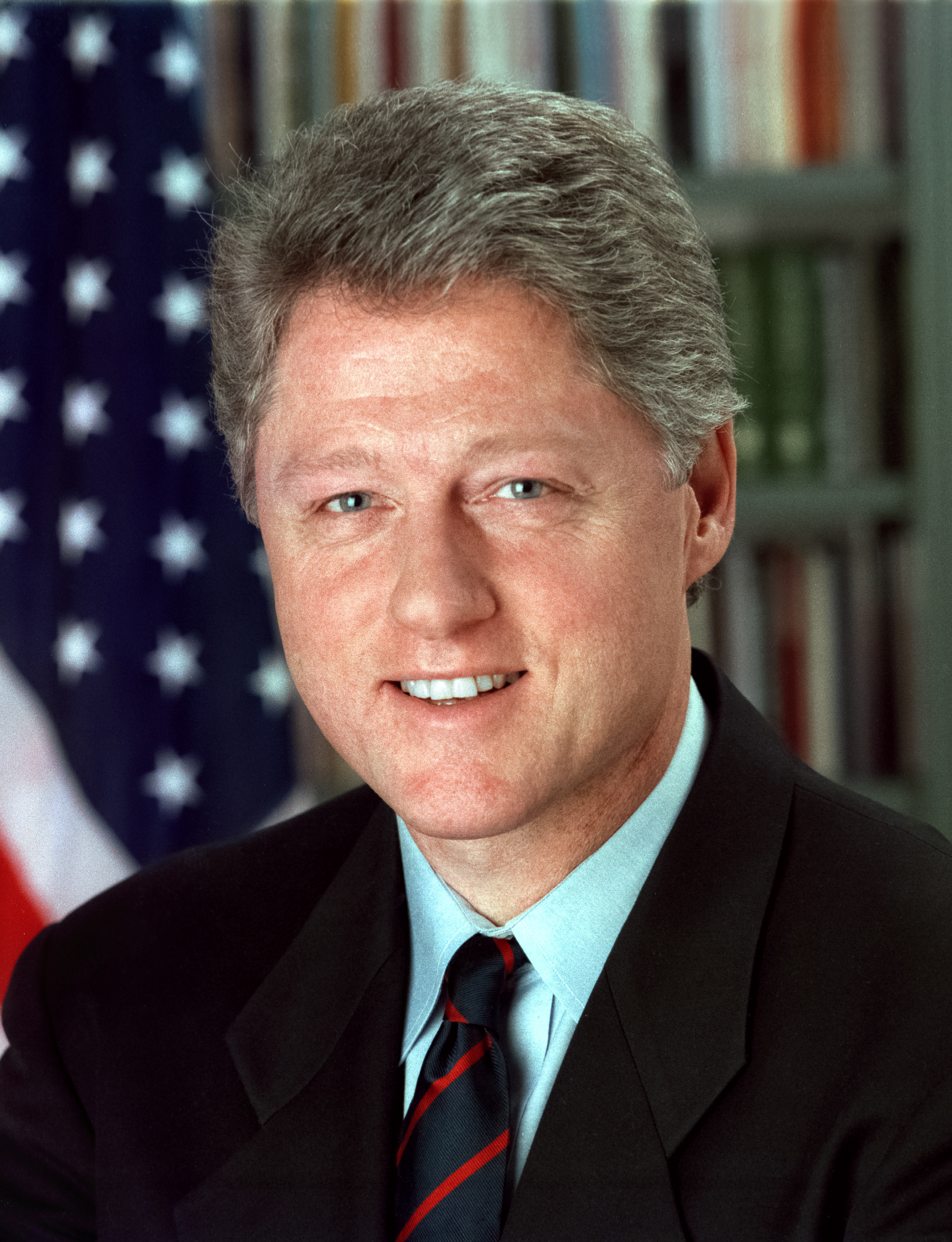
El entonces presidente Bill Clinton, cuyas imágenes se utilizaron para dar realismo a la película.

El diseño de los efectos especiales de Contact fue un trabajo conjunto entre ocho compañías distintas de VFX. El equipo incluyó a Sony Pictures Imageworks, Weta Digital, Industrial Light & Magic, y Effects Associates. Weta Digital, en particular, fue responsable del diseño de la secuencia del agujero de gusano. Jodie Foster admitió que tuvo dificultades grabando con el croma porque era su primera vez. “Era una habitación azul. Paredes azules, techo azul. Todo era azul, azul, azul”, explicó Foster. "Y estaba rotando con la cámara moviéndose con un brazo computerizado. Era muy difícil".
Las grabaciones del entonces presidente Clinton para canales de noticias fueron alteradas digitalmente para que pareciera que hablaba sobre el contacto con los aliens. No era el plan original para la película; Zemeckis habló en un principio con Sidney Poitier para el papel del presidente, pero el actor rechazó el papel en favor de Chacal. Poco después del rechazo de Poitier, Zemeckis vio un discurso de la NASA en 1996. “Clinton dio un discurso sobre el ALH84001”, dijo el director, “y juro que parecía escrito para esta película. Cuando dijo la frase ‘Seguiremos escuchando con atención lo que tenga que decir’ casi morí. Me quedé ahí boquiabierto”.
Un aspecto notable de la película es su uso de la corrección de color digital. El uso de esta técnica ayudó a solucionar errores de continuidad en la grabación en la localización de la Very Large Array en Nuevo México. “El tiempo acabó con nosotros, así que volvíamos atrás y lo cambiábamos para que el cielo y los colores y las horas del día parecieran las mismas”, comentó Ken Ralston, el supervisor de efectos especiales.
La primera escena es una secuencia de tres minutos generada por ordenador, comenzando con la Tierra vista desde la exosfera y escuchando numerosas ondas de radio emitiendo desde el planeta. La cámara empieza a hacer zum hacia atrás, pasando junto a la Luna, Marte, y otros planetas del sistema solar, luego por la nube de Oort, el espacio interestelar, la burbuja local, la Vía Láctea, otras galaxias del Grupo Local, y finalmente el espacio profundo. Mientras esto ocurre, las señales de radio empiezan a desaparecer mientras suenan programas antiguos, representando la distancia que estas señales habrían viajado a la velocidad de la luz. La secuencia finalmente termina en el iris de una joven Ellie mientras escucha en un set de radio amateur. Esa escena fue inspirada por el documental Powers of Ten. En su época, fue la secuencia generada por ordenador más larga en una película de imagen real, siendo superada más tarde por la introducción de El Día de Mañana (2004).
La decodificación del mensaje extraterrestre, con los dibujos de la arquitectura de la máquina, fue creado por Ken Ralston y Sony Picture Imageworks. Esta fue la sexta colaboración entre el director Zemeckis y el supervisor de VFX Ralston. Imageworks creó más de 350 efectos visuales, usando una combinación de modelos y miniaturas y diseño por ordenador. Diseñando la Máquina, Zemeckis explicó que “la Máquina en la novela de Sagan era algo vago, que funciona bien en un libro. En una película, sin embargo, si vas a construir una estructura gigante de diseño alienígena, tienes que hacerla creíble”. Continuó diciendo que "tenía que ser impresionante, para que la audiencia sintiera que es algo demasiado grande como para jugar con él. Tenía que parecer absolutamente real". La Máquina fue diseñada por el artista conceptual Steve Burg, reutilizando un concepto que originalmente creó para Terminator 2 para una escena que no acabó en el corte final.
Diseños conceptuales tempranos de la vaina se basaron, al igual que en la novela, en una de las formas primarias en la geometría, el dodecaedro, o una figura de 12 caras. Finalmente, la vaina se modificó para darle la forma de una cápsula esférica que encerraba al viajero. Zemeckis y el equipo de producción hicieron varias visitas al Kennedy Space Center en Cabo Cañaveral, donde oficiales les permitieron acceder a zonas extralimitadas para la mayoría de visitantes. También visitar el Complejo de Lanzamiento 39 antes del lanzamiento de la nave espacial. Se concentraron en la mecánica del elevador y el brazo de carga.
Las fotografías e investigaciones resultantes fueron incorporadas al diseño de la máquina y sus sujeciones. Una vez el concepto fue aprobado por el director, comenzó la construcción física de la vaina, dentro del elevador, y el portal, que tardó casi cuatro meses en ser construido. El resto de efectos fueron compilados digitalmente por Imageworks.
La climática escena en la misteriosa playa junto al núcleo galáctico donde Arroway contacta con el alienígena fue la que requería más innovación visual. El objetivo era plasmar una orilla idílica con un cielo rebosante de estrellas que podrían existir cerca del núcleo de la galaxia. Ralston dijo que “la idea era que la playa tuviera una realidad aumentada. Una que hiciera que el mundo del día a día pareciera un vago sueño”. Para mantener la pregunta de si todo era real en la mente de Arroway, se añadieron elementos como olas rompiendo al revés o sombras a cámara rápida.
El reportaje de Hitler también requirió manipulación digital.

### Ciencia y religión
Contact sugiere a menudo que surgirían conflictos culturales entre religión y ciencia frente a un aparente contacto con vida alienígena. Un punto de discusión es la existencia de Dios, con diversas opiniones contrapuestas. La descripción de una emocionalmente intensa experiencia religiosa por parte de Palmer Joss, el cual afirma haber visto a Dios, es enfrentada a la sugerencia por parte de Arroway de que “una parte de él necesitaba tenerla”; es decir, que se trata de una experiencia personal significativa pero indicativa de nada más importante. Joss compara su certeza de la existencia de Dios a la certeza de Arroway del amor por su padre, a pesar de ser incapaz de probarlo.
Contact muestra un intenso debate debido al contacto con vida alienígena. Se muestran diversos vídeos de programas televisivos conocidos, con los participantes debatiendo las implicaciones del mensaje, preguntándose si es prueba suficiente de la existencia de vida alienígena o de Dios, y de si la ciencia se está entrometiendo en terreno religioso. El líder de un organismo religioso pone en duda la moralidad de construir la máquina, diciendo: “No sabemos siquiera si los aliens creen en Dios”. La primera máquina es destruida por un extremista religioso, bajo la creencia de que construirlo era negativo para la humanidad.
Aunque la revelación final de que la grabadora de Arroway grabó aproximadamente 18 horas de imagen estática es prueba de su viaje, diversas coincidencias e indicaciones a través de la película hacen dudar de su autenticidad. El director Robert Zemeckis indicó que: “El objetivo de la película es que siempre haya algún tipo de duda sobre la veracidad de los aliens”. Estas indicaciones son en su mayoría visuales durante el viaje que rememoran experiencias pasadas de Ellie (quien creía que eran los aliens “descargando” su memoria), pero la llegada del mensaje y su desciframiento también son grandes coincidencias: el mensaje llega poco antes de que Arroway y su equipo sean expulsados de la VLA y es descifrado solo por S.R. Hadden (el único patrocinador de Arroway) después de semanas de intentos fallidos.
Al final de la película, Arroway se ve en una posición que tradicionalmente había visto con escepticismo: el hecho de creer en algo con certeza sin ser capaz de probarlo no solo crea incredulidad y escepticismo (idea que ella admite defender como científica), sino que también juega en su contra.
Zemeckis dijo que su intención fue incluir en la película el mensaje de que la ciencia y la religión pueden coexistir más allá de ser campos opuestos, mediante la relación entre Arroway y Joss, así como por la aceptación por parte de Joss de que el viaje fue real. Referencias esparcidas por la película llevan a afirmar que la ciencia y la religión no son nominalmente incompatibles: un presentador, tras preguntar a Arroway si la construcción de la máquina no es demasiado peligrosa, sugiere que dicha construcción se lleva a cabo bajo la fe de que los aliens “sepan lo que están haciendo”.

## Estreno

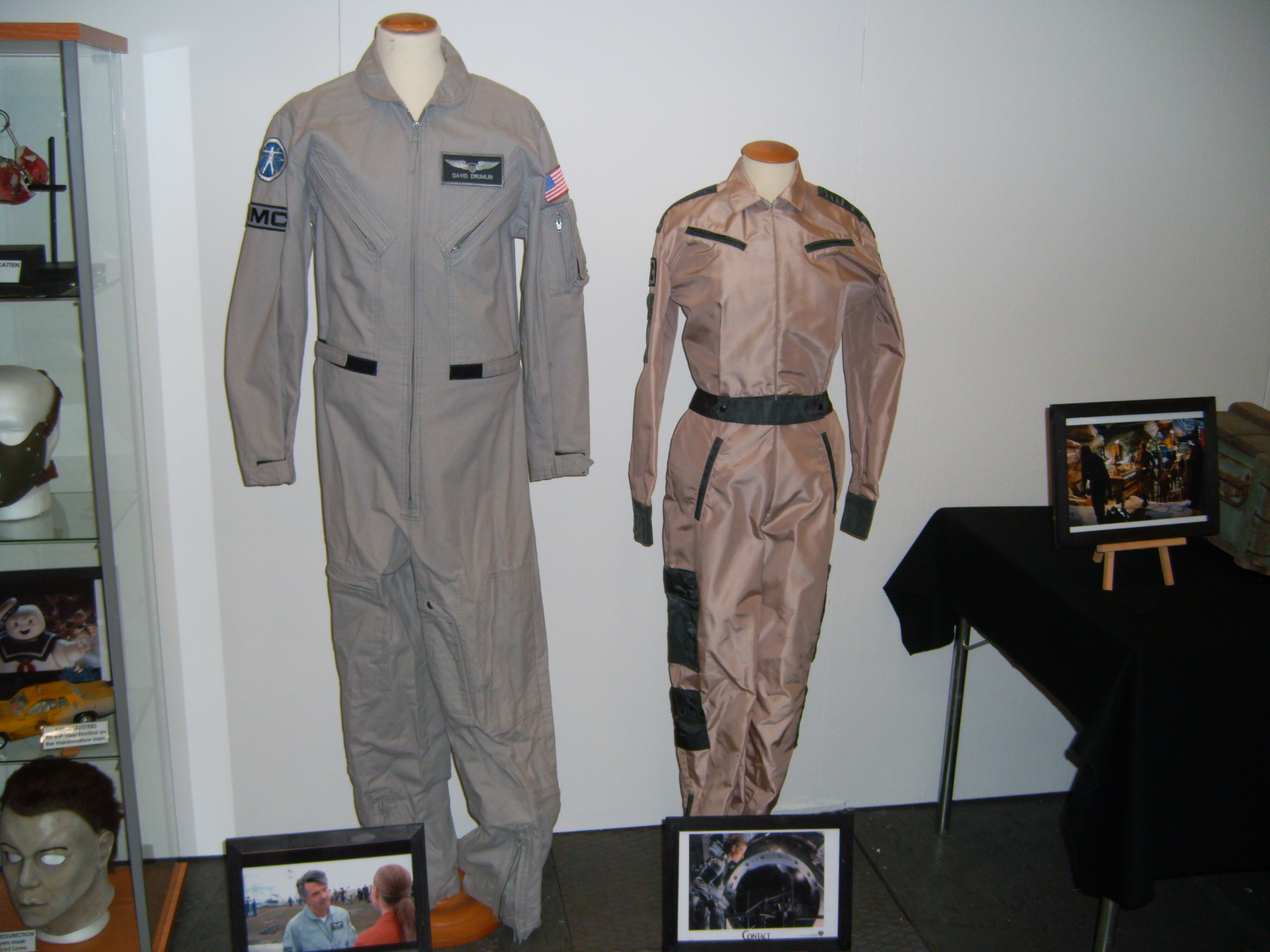
Uniformes de la película en la Stockholmsmässan en 2011.

El estreno de la película en julio de 1997 reavivó el interés por la novela de Sagan. El libro estuvo en la lista de superventas del New York Times desde el 27 de julio de 1997 hasta el 21 de septiembre del mismo año.

### Taquilla
Contact se estrenó el 1 de julio de 1997 en el Westwood Theatre de Los Ángeles, California. Tuvo su estreno nacional el 11 de julio del mismo año en 1923 teatros, con unas ganancias de $20 584 908 en el primer fin de semana. La película recaudó un total de $100 920 329 en Estados Unidos y $70 200 000 en el extranjero, con un total de $171 120 329 en todo el mundo.

### VHS, DVD y Blu-Ray
Con el lanzamiento de la película en VHS Contact recaudó otros $49 millones. Warner Home Video lanzó la película en DVD más tarde ese mismo mes, incluyendo comentarios de Robert Zemeckis y Starkey (productor), los supervisores de efectos visuales Ken Ralston y Stephen Rosenbaum, junto con Jodie Foster. Contact fue lanzada en Blu-ray Disc el 6 de octubre de 2009.

### Recepción crítica
Contact fue recibida con críticas positivas en su mayoría. Sobre la base de 62 críticas recolectadas por Rotten Tomatoes, el 63 % de ellas eran positivas, con una puntuación media de 6,8 sobre 10. Metacritic calculó una puntuación media de 62 sobre 100 (basada en 22 críticas), denotando una opinión favorable generalizada. Roger Ebert concedió a Contact una crítica altamente positiva, diciendo que la película estaba a la altura de Encuentros en la tercera fase (1977) de Steven Spielberg. “Películas como Contact ayudan a explicar como otras como Independence Day me dejan vacío e insatisfecho”, comentó Ebert. El 21 de diciembre de 2011 Ebert añadió Contact a su colección de ‘’Grandes Películas’’.
Kenneth Turan del Los Angeles Times escribió que la película tenía un trasfondo más filosófico que muchas otras del mismo género, pero creía que aun así Contact era capaz de “satisfacer la necesidad del público general de ser entretenido”. El crítico James Berardinelli llamó a Contact “una de las mejores películas de 1997, y es un recordatorio de que Hollywood sigue siendo capaz de hacer magia”. Berardinelli también dijo que la película estaba a la par de 2001: Una Odisea en el Espacio como una de las mejores películas de ciencia ficción jamás filmadas. Mick LaSalle del San Francisco Chronicle disfrutó de los 90 minutos de Contact, pero comentó que Robert Zemeckis estaba más obsesionado con los efectos visuales que con contar el clímax de una manera cohesiva. Rita Kempley, para The Washington Post, escribió una crítica especialmente negativa: no le gustó la premisa principal de la película, que Kempley describió como “un debate sermoneador entre santidad y ciencia.”

### Premios
Los responsables de sonido Randy Thom, Tom Johnson, Dennis S. Sands y William B. Kaplan fueron nominados al  Óscar a la mejor edición de sonido, pero perdieron a favor de Titanic. Jodie Foster fue nominada al Globo de Oro a la mejor actriz de drama, pero perdió a favor de Judi Dench por su trabajo en Mrs. Brown. Contact ganó el  Premio Hugo a la mejor representación dramática compitiendo con El quinto elemento, Hombres de negro y Starship Troopers. La Academia de Cine de Ciencia Ficción, Fantasía y Horror entregó premios individuales a Jodie Foster (Saturn Award a la mejor actriz) y Jena Malone (Saturn Award a la mejor interpreción juvenil) en los 24º Premios Saturn. El director Robert Zemeckis, los guionistas James V. Hart y Michael Goldenberg, el compositor Alan Silvestri y los supervisores de efectos visuales también recibieron nominaciones a los Premios Saturn. Contact fue nominada al  Premio Saturn a la mejor película de ciencia ficción, pero perdió frente a Hombres de negro.
Listas de la American Film Institute
- AFI’s 100 Years…100 Thrills – Nominada[42]
- AFI’s 10 Top 10 – Nominada en Ciencia Ficción[43]

## Controversias

### Bill Clinton
Se encontró un meteorito en la Antártida en 1984, el cual se creyó que provenía de Marte. Doce años más tarde, un artículo escrito por el astrobiologo de la NASA David S. McKay se publicó en la revista científica Science, en el que se proponía la posibilidad de que el meteorito tuviera fósiles microscópicos de bacterias del planeta rojo (un hecho que fue cuestionado más tarde). El artículo provocó titulares en todo el mundo y al día siguiente, el 7 de agosto de 1996, el presidente de los Estados Unidos, Bill Clinton, hizo referencia al meteorito en una rueda de prensa que fue lo suficientemente genérica como para que algunas partes fueran incluidas en Contact, insinuando que Clinton estaba hablando sobre el contacto con vida extraterrestre que se ve en la película. Las declaraciones de Clinton se mantuvieron en inglés para la versión española de la película, cuya traducción podría realizarse de la siguiente manera:

Buenas tardes, me alegra estar acompañado por mi asesor científico y tecnológico...[palabras cortadas en post-producción]... Éste es el resultado de años de investigación...[palabras cortadas]... por parte de algunos de los científicos más distinguidos del mundo. Como en todos los descubrimientos, éste debería seguir siendo analizado, examinado y escudriñado. Debe ser confirmado por otros científicos. Pero, claramente, el hecho de que algo de esta magnitud sea investigado es una reivindicación…[escena de la película con la voz de Clinton siendo cortada por la de los actores]… Si este descubrimiento se confirma, será uno de lo más asombrosos que nuestros científicos hayan descubierto. Sus implicaciones van más allá de lo imaginable. Aunque prometa respuesta a algunas de nuestras preguntas más antiguas, crea algunas nuevas aún más fundamentales. Seguiremos escuchando de cerca a lo que tenga que decir mientras sigamos buscando respuestas y conocimiento tan antiguo como la humanidad y tan importante para nuestro futuro. Muchas gracias.

Más tarde, en la película, otras declaraciones genéricas por parte del presidente Clinton hablando sobre Saddam Hussein e Irak en ruedas de prensa distintas fueron incluidas en la película:

Alentaría no enardecer esta situación más allá de los hechos. Déjennos hacer frente al problema con los hechos. Estamos monitorizando lo que ha ocurrido.

El 14 de julio de 1997, tres días después del estreno de la película en Estados Unidos, Warner Bros. recibió una carta por parte de Charles Ruff, consejero de la Casa Blanca, protestando por el uso de la imagen del presidente Clinton alterada digitalmente. La carta no pedía la retirada de la película, pero describía la aparición de Clinton como "inapropiada". No se planearon acciones legales; el consejero de la Casa Blanca solo quiso enviar un mensaje a Hollywood para evitar el uso indebido de la imagen del presidente. Se le recordó a Zemeckis que, según la política oficial de la Casa Blanca, "se prohíbe el uso del presidente en cualquier medio que lo conecte directamente con un producto o servicio comercial".
Una representante de Warner Bros. explicó que "hemos sido completamente francos y directos con la Casa Blanca respecto a este asunto. Vieron el guion, fueron notificados cuando la película se completó, se les envió una versión adelantada al estreno del 11 de julio y se nos confirmó que la recibieron el 2 de julio". Sin embargo, Warner Bros. admitió que ni era su objetivo ni consiguieron el permiso por parte de la Casa Blanca para el uso de la imagen del presidente. Aunque el consejero comentó que la parodia y la sátira están protegidas bajo la Primera Enmienda a la Constitución de los Estados Unidos, el secretario de prensa, Mike McCurry, creía que "hay una diferencia cuando la imagen del presidente se utiliza para que el espectador crea que ha dicho algo que en realidad no dijo".

### CNN
Poco después de la queja de la Casa Blanca, el presidente y CEO de CNN, Tom Johnson, anunció que era un error permitir que 13 miembros del elenco de presentadores de la CNN (incluyendo Larry King y Bernard Show) aparecieran en la película, aunque tanto CNN como Warner Bros. pertenecieran a Time Warner. Johnson añadió que para Contact, la presencia de la CNN crea la impresión de que estamos siendo manipulados por Time Warner, y difumina la línea entre ambas. CNN cambió su política sobre películas futuras, el cual ahora requiere que las apariciones sean aprobadas por un grupo de ética.

### Demandas
El director George Miller, quien llevó el desarrollo de Contact con Warner Bros. antes de que Zemeckis se uniera al proyecto, demandó al estudio sin éxito por ‘’incumplimiento de contrato’’.
Durante la filmación el 28 de diciembre de 1996, el director Francis Ford Coppola demandó a Warner Bros. y Sagan, quien había muerto la semana anterior. Coppola afirmaba que la novela de Sagan estaba basada en una historia que los dos habían creado para un especial de televisión en 1975, titulado ‘’Primer Contacto’’. Bajo su acuerdo de desarrollo, Coppola y Sagan decidieron repartir las ganancias del proyecto, así como las de la novela que Sagan escribiría más adelante con American Zoetrope y Children’s Television Workshop Productions. El programa de televisión nunca se llegó a emitir, pero en 1985, Simon & Schuster publicó la novela, y Warner aprobó una adaptación cinematográfica. Coppola pidió una cantidad mínima de $250 000 como compensación por daños y un mandato judicial contra la producción o distribución de la película.
En febrero de 1998, el juez de la Corte Superior de Los Ángeles, Ricardo Torres, desestimó la demanda de Coppola. Aunque Torres estaba de acuerdo con que Sagan violó partes del contrato, explicó que Coppola esperó demasiado para efectuar su demanda, y que el contrato ya no era ejecutable tal y como estaba escrito. Coppola apeló al veredicto, y lo elevó a la Corte de Apelaciones de California (CCA). En abril del 2000, la CCA desestimó la apelación, concluyendo que las demandas de Coppola no tenían peso por haber sido expuestas demasiado tarde. La Corte observó que el director no pensó en demandar hasta 1994.

### NASA
La escena en la que un científico de la NASA entrega a Arroway una píldora del suicidio causó controversia durante la producción y tras el estreno de la película. Gerald D. Griffin, el asesor de la NASA, insistió en que la NASA nunca dio a ningún astronauta una píldora de cianuro ‘’por si acaso’’, y que si un astronauta quería suicidarse en el espacio, todo lo que tenía que hacer es cortar la corriente de oxígeno. Sin embargo, Carl Sagan afirmaba que la NASA entregaba píldoras de cianuro y que lo hizo en todas las misiones en las que un astronauta voló. Zemeckis comentó que aunque no se supiera la verdad dejó la escena por el suspense que creaba y porque estaba en línea con las creencias de Sagan y su visión para la película.